# دوري كرة القاعدة الرئيسي 2010
دوري كرة القاعدة الرئيسي 2010 (بالإنجليزية: 2010 Major League Baseball season)‏ هو الموسم 108 من  دوري كرة القاعدة الرئيسي. أقيم خلال الفترة 2010 وحتى 1 نوفمبر 2010، والذي يشرف على تنظيمه دوري كرة القاعدة الرئيسي، وكان عدد الأندية المشاركة فيه  30، وفاز فيه سان فرانسيسكو جاينتس.